# 鄭大哲

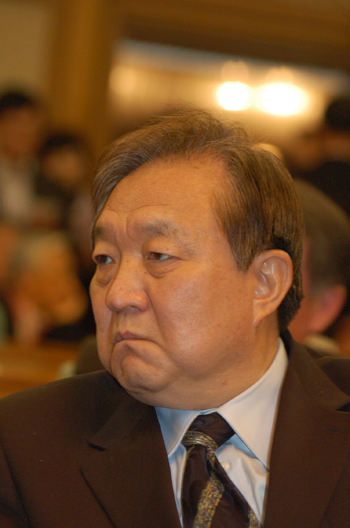
2010年以前

鄭 大哲（チョン・デチョル、朝鮮語: 정대철、1944年1月4日 - ）は、大韓民国の政治家、第9・10・13・14・16代国会議員。
本貫は晋州鄭氏。号は萬初（マンチョ、만초）。キリスト教徒。

## 経歴
ソウル市鍾路区出身。京畿高等学校、ソウル大学校法科大学・大学院卒業。ミズーリ州立大学で政治学の博士学位を獲得した後、漢陽大学校助教授を経て1977年の国会議員の再選挙・補欠選挙で政界入りした。平民党スポークスマン・政策委員長、民主党最高委員、新千年民主党代表最高委員、開かれたウリ党常任顧問を歴任した。韓国野球委員会総裁を務めたこともある。
政界入り前から親交が深かった金大中の最側近に分類され、現職は共に民主党常任顧問。また、2000年前後には2度も収賄事件に巻き込まれた。1998年の京城グループ特恵貸出不正事件では検察側の調査によると京城グループ側から4000万ウォンを受け取ったと見られる。一審では懲役8か月、執行猶予2年、追徴金1000万ウォン、控訴審では懲役2年、執行猶予3年、追徴金4000万ウォンをそれぞれ宣告されたが、大法院は結局「1000万ウォンの部分は有罪、3000万ウォンの部分は無罪」という趣旨で前の判決を破棄し、控訴審を行った裁判所のソウル地方法院に差し戻した。しかし、2003年のショッピングモール・グッドモーニングシティ分譲不正事件ではグッドモーニングシティ側から4億ウォンを受け取ったと見られたため、2005年に大法院から懲役5年、追徴金4億ウォンの確定判決を受けて刑務所に収監された。鄭は同年の光復節の特赦の対象となったため、すぐに出獄した。
2023年3月21日に第23代大韓民国憲政会会長に選出された。

## 親族
韓国の独立有功者、国会議員の鄭一亨と韓国初の女性弁護士の李兌榮は両親。政治家の鄭皓駿は息子。元大法官・検察総長の金翼鎮の三男と実業家の沈相俊の息子は妹の夫。元国会議員の朴賢淑は妻の母、元国会議員の趙淳昇は妻の姉の夫である。